# Craig Walton
Craig Walton (Ulverstone, 10 de enero de 1975) es un deportista australiano que compitió en triatlón. Ganó una medalla de bronce en el Campeonato Mundial de Triatlón de 2000.

## Palmarés internacional
| Campeonato Mundial | Campeonato Mundial | Campeonato Mundial | Campeonato Mundial |
| Año                | Lugar              | Medalla            | Prueba             |
| ------------------ | ------------------ | ------------------ | ------------------ |
| 2000               | Perth (Australia)  | Medalla de bronce  | Individual         |